# Condado de Tuscola
El condado de Tuscola (en inglés: Tuscola County), fundado en 1840 que recibe su nombre de un neologismo hecho por Henry Shoolcraft, es un condado del estado estadounidense de Míchigan. En el año 2000 tenía una población de 58.266 habitantes con una densidad de población de 28 personas por km². La sede del condado es Caro.

## Geografía
Según la oficina del censo el condado tiene una superficie total de 2367 km² (913,9 mi²), de los que 2103 km² (812 mi²) son tierra y 262 km² (101,2 mi²) (11,10%) son agua.

## Condados adyacentes
- Condado de Huron - norte
- Condado de Sanilac - este
- Condado de Saginaw - oeste
- Condado de Lapeer - sureste
- Condado de Genesee - suroeste
- Condado de Bay - oeste

### Principales carreteras y autopistas
- Carretera estatal 15
- Carretera estatal 24
- Carretera estatal 25
- Carretera estatal 46
- Carretera estatal 81
- Carretera estatal 138

## Demografía
Según el censo del 2000 la renta per cápita media de los habitantes del condado era de 40.174 dólares y el ingreso medio de una familia era de 46.729 dólares. En el año 2000 los hombres tenían unos ingresos anuales 35.974 dólares frente a los 24.241 dólares que percibían las mujeres. El ingreso por habitante era de 17.985 dólares y alrededor de un 8,20% de la población estaba bajo el umbral de pobreza nacional.

## Lugares

### Ciudades
- Caro
- Vassar

### Villas
- Akron
- Cass City
- Fairgrove
- Gagetown
- Kingston
- Mayville
- Millington
- Reese
- Unionville

### Lugar designado por el censo
- Fostoria

### Comunidades no incorporadas
- Deford

### Municipios
| - Municipio de Akron - Municipio de Almer Charter - Municipio de Arbela - Municipio de Columbia - Municipio de Dayton - Municipio de Denmark | - Municipio de Elkland - Municipio de Ellington - Municipio de Elmwood - Municipio de Fairgrove - Municipio de Fremont - Municipio de Gilford | - Municipio de Indianfields - Municipio de Juniata - Municipio de Kingston - Municipio de Koylton - Municipio de Millington - Municipio de Novesta | - Municipio de Tuscola - Municipio de Vassar - Municipio de Watertown - Municipio de Wells - Municipio de Wisner |